# Municipalitatea Santa Cruz, Sonora
Santa Cruz este o municipalitate din statul Sonora din Mexic cu o suprafață de 880 km2.
Populația municipalității, la data efectuării recensământului, anul 2010, fusese de 1.998 de locuitori.

## Geografie

### Municipalități adiacente și comitate
- Municipalitatea Cananea, statul Sonora, la est și sud-est;
- Municipalitatea Ímuris, la sud-vest;
- Municipalitatea Nogales, la vest;
- Comitatul Santa Cruz, statul american  Arizona, la nord;
- Comitatul Cochise, statul american  Arizona, la nord;

### Târguri și sate
Cele mai populate localități sunt:
| Nume localitate             | Recensământul din 2010 |       |
| --------------------------- | ---------------------- | ----- |
| Santa Cruz                  | 1.038                  |       |
| Miguel Hidalgo (San Lázaro) | 640                    |       |
| Milpillas                   | 172                    |       |
|                             | Total municipalitate   | 1,998 |